# Rattan Lal Kataria
Rattan Lal Kataria (1951. december 19. – 2023. május 18.) indiai politikus. 

## Életútja
2019 májusában a Jal Shaktiért és a társadalmi igazságosságért és felhatalmazásért felelős államminiszter lett. 2000 és 2003 között a Bháratíja Dzsanatá Párt harijánai elnöke volt, és hivatali ideje alatt a párt 2000 októberében elindította saját magazinját, a Bhajpa Ki Baatot.
Kataria házas volt, három gyereke született. 2023. május 18-án, 71 évesen tüdőgyulladásban halt meg. 

## Fordítás
Ez a szócikk részben vagy egészben  a   Rattan Lal Kataria című angol Wikipédia-szócikk ezen változatának fordításán alapul.  Az eredeti cikk szerkesztőit annak laptörténete sorolja fel. Ez a jelzés csupán a megfogalmazás eredetét és a szerzői jogokat jelzi, nem szolgál a cikkben szereplő információk forrásmegjelöléseként.